# StarCraft 2 World Championship Series
Pour les articles homonymes, voir WCS.
Pour la série de tournoisde Starcraft 2 après 2020, voir ESL Pro Tour (StarCraft 2).
Navigation
ESL Pro Tour
Les StarCraft II World Championship Series (WCS) (« Championnats du monde de StarCraft II ») sont une série de tournois de sport électronique sur le jeu StarCraft II organisés ou co-organisés par Blizzard Entertainment et créée en 2012. Ces compétitions sont diffusées en 2015 par l’Electronic Sports League (ESL), SPOTV Games et GOMeXP. Le total des gains s'élève à 1,6 million de dollars pour l'édition de 2015, divisé parmi les trois tournois principaux dont deux en Corée du Sud, un rassemblant les autres régions du monde ; et la finale mondiale. Il y a trois saisons pour chaque tournoi, dans lesquelles les joueurs accumulent des points pour se qualifier aux finales mondiales.

## Histoire

### Concept et création (Édition 2012)
En 2012, Blizzard Entertainment a lancé une nouvelle compétition eSport internationale : les StarCraft II World Championship Series (WCS). Cette série de tournois visait à désigner un véritable champion du monde du célèbre jeu StarCraft II. L’événement s’est structuré autour de nombreuses étapes : qualifications nationales, tournois continentaux, et enfin une grande finale mondiale
« C’est avec plaisir que nous partageons avec vous les toutes dernières informations sur la nouvelle compétition eSport de Blizzard : les StarCraft II World Championship Series. Ce championnat se divise en une série de tournois organisés aux quatre coins du monde, qui permettront aux joueurs de très nombreux pays de s’affronter avec plus de fougue que jamais pour obtenir la gloire et remporter de nombreux prix. »
Lors de cette première édition, les compétitions nationales étaient centrales. Chaque pays organisait son propre tournoi pour désigner un champion, lequel obtenait une place aux championnats continentaux. Ces derniers regroupaient les meilleurs joueurs de chaque région (Amérique, Europe, Asie), pour finalement sélectionner les participants à la grande finale mondiale, le Battle.net World Championship, qui s’est déroulée en novembre 2012 à Shanghai, en Chine. Cette structure visait à créer un parcours méritocratique et transparent, accessible à un large éventail de joueurs dans le monde.
La finale mondiale de Shanghai a rassemblé 32 des meilleurs joueurs internationaux issus des phases précédentes. C’est le joueur sud-coréen PartinG (Protoss) qui a remporté la victoire et le titre de champion du monde, empochant 100 000 dollars. La compétition s’est déroulée selon un format progressif avec des matchs en best-of-3 jusqu’en poules, en best-of-5 pour les phases éliminatoires, et en best-of-7 pour la finale. Ce système a permis d’assurer des rencontres spectaculaires et équilibrées.
Parallèlement, une autre initiative communautaire est née : les Nation Wars, créés par Pomf et Thud. Ce tournoi alternatif avait pour ambition de raviver l’esprit patriotique des premières WCS en mettant en scène des équipes nationales. Il reflétait une volonté de préserver l’identité collective dans une scène compétitive de plus en plus individualiste.
Enfin, les gains distribués dans les différentes régions témoignaient de l’envergure financière du projet. Chaque continent disposait d’une enveloppe dédiée, avec des récompenses allant jusqu’à 24 000 dollars pour les vainqueurs des championnats continentaux. L’investissement de Blizzard dans cette série d’événements a marqué un tournant dans l’eSport, contribuant à professionnaliser la scène compétitive de StarCraft II et à lui donner une dimension véritablement mondiale.

### Édition 2013 et 2014: un format league

#### Édition 2013
En 2013, les WCS adoptent partout (Amérique, Europe et Corée) un tandem Premier League / Challenger League : 32 joueurs composent la Premier (Code S) ; les phases de groupes des seizièmes et huitièmes qualifient les meilleurs vers l’arbre final et leur garantissent une place la saison suivante, tandis que les moins bien classés basculent en Challenger. Celle-ci réunit 40 joueurs et sert de passerelle ascendante grâce à un tableau éliminatoire (Ro40 → Ro24 → Ro16) puis de nouveaux groupes ; seuls les deux premiers de chaque poule remontent en Premier. Chaque trimestre, les cinq meilleurs de chaque région (six pour celle qui accueille l’événement) s’affrontent lors des Season Finals à élimination directe.
Le budget total atteint 1,6 million USD. Chaque région occidentale distribue 100 000 $ en Premier, 4 800 $ en Challenger ; la Corée offre autant en Premier et ~36 000 $ (40,8 M KRW) en Challenger. Les Season Finals ajoutent 150 000 $ (40 000 $ au vainqueur) et les Global Finals de fin d’année 250 000 $ (100 000 $ au champion). Les points WCS suivent la même logique : 1 500 pour un titre régional, 3 000 pour une Season Finals et 10 000 répartis par Premier.
Clôture de la saison, les Global Finals se disputent les 8-9 novembre à la BlizzCon d’Anaheim. Les seize joueurs qualifiés – menés par le classement annuel (départagés au besoin par un Bo5, comme NaNiwa 3-0 Revival) – s’affrontent en Bo5 (Bo7 en finale). Au terme d’une trajectoire sans faute, le Protoss coréen sOs renverse le Zerg Jaedong 4-1, décrochant le titre mondial et les 100 000 $, tandis que Bomber et Maru complètent le top 4.

#### Édition 2014
En 2014, le circuit StarCraft II World Championship Series (WCS) repose sur deux grands pôles : « Amérique & Europe » et la GSL coréenne. Dans chaque région, on retrouve un système à deux divisions : la Challenger League (phase qualificative) et la Premier League (32 joueurs). Côté occidental, 16 nouveaux joueurs se disputent en Bo5 l’accès à la Premier ; côté coréen, 48 joueurs du Code A sont répartis en 12 groupes pour rejoindre le Code S. Les meilleurs des groupes de seizièmes et huitièmes avancent vers l’arbre final et, surtout, assurent leur place dans la division reine la saison suivante. Parallèlement, des tournois partenaires (IEM, DreamHack, Red Bull, etc.) délivrent des points WCS, à condition de respecter des standards stricts de production et de conditions de jeu.
Le prize-pool global s’élève à 1,6 M USD. Pour l’Ouest, chaque saison offre 131 000 $ en Premier et 9 600 $ en Challenger, avec un maximum de 2 000 points pour le vainqueur. En Corée, la GSL distribue 160,2 M KRW en Code S et 16,8 M KRW en Code A, soit environ 152 000 $ et 16 000 $ ; là encore, 2 000 points pour le champion. Les Global Finals portent 250 000 $ supplémentaires, dont 100 000 $ au champion. Trois paliers de tournois partenaires complètent la répartition des points (1 500 / 750 / 300 pour l’or).
Sportivement, l’année est dominée par les Protoss au printemps (Zest, MC, StarDust), avant un net retour des Terrans à l’automne (Bomber, MMA, TaeJa, INnoVation). Mais lors des Global Finals à la BlizzCon, le jeune Zerg Life (17 ans) réalise un parcours héroïque, élimine San, TaeJa puis surclasse MMA 4-1 pour décrocher le titre mondial devant quelque 150 000 spectateurs en ligne et 9 000 fans sur place. Cette édition restera marquée par un format plus lisible (Bo5 jusqu’aux demies, Bo7 en finale) et par une audience record pour StarCraft II, même si elle reste derrière celle des Worlds de League of Legends la même année

### Blocage des régions et fin des ligues non coréennes (2015-2016)
En 2015, les ligues non coréennes ont été consolidées en une seule, la WCS Premier League, tandis que la région coréenne a vu l'introduction d'une nouvelle ligue coréenne pour fonctionner parallèlement à la GSL, la StarCraft II Starleague (SSL) organisée par SPOTV. Pour la première fois depuis la transition vers un format de ligue, de sévères restrictions de verrouillage régional ont été introduites, ce qui a conduit au premier champion WCS Premier League non coréen, bien que certains joueurs coréens aient réussi à poursuivre la compétition en déménageant aux États-Unis et en participant en vertu des nouvelles exigences de résidence.
En 2016, coïncidant avec la sortie de la deuxième extension de StarCraft II, Legacy of the Void, le format de la WCS a de nouveau été largement modifié. Après la consolidation de 2015, la WCS Premier League a été complètement supprimée au profit de qualifications régionales et de grands tournois de week-end. Les qualifications régionales ont pris le nom de l'échelon inférieur de la Premier League et sont devenues WCS Challenger. À partir de 2016, les classements WCS coréens et non coréens ont été séparés, les classements WCS Corée et WCS Circuit nouvellement créés constituant chacun la moitié des têtes de série pour les finales mondiales de l'année.

#### Édition 2015
En 2015, le circuit StarCraft II World Championship Series (WCS) est profondément réorganisé : une unique Premier League rassemble désormais tous les joueurs des régions non coréennes, tandis qu’en Corée les compétiteurs se partagent entre la Global StarCraft II League (GSL) de GOM eXP et la nouvelle StarCraft II Starleague (SSL) de SPOTV Games. Le nombre de régions éligibles à la Premier League passe à six (Europe-Afrique-Moyen-Orient, Amérique du Nord, Chine, Amérique latine, Océanie/Asie du Sud-Est, Taïwan-Hong Kong-Macao). Dans chaque zone, des qualifications mènent d’abord à une Challenger League, puis à la Premier League qui réunit les 32 meilleurs joueurs pour des phases de groupes à double élimination et des finales saisonnières. Parallèlement, la GSL conserve son schéma Code A/Code S tandis que la SSL introduit un tournoi Challenge suivi d’un tableau principal, offrant aux joueurs coréens un second réservoir de points WCS.
Les trois ligues majeures (WCS Premier, GSL Code S, SSL Main Event) distribuent la grande majorité des gains et des points, complétées par des « événements partenaires » tels que DreamHack, Intel Extreme Masters ou KeSPA Cup. Les primes s’élèvent à plus de 200 000 USD pour la seule WCS Premier, et jusqu’à 2 000 points WCS pour chaque champion de ligue. Cette mécanique de points détermine les 16 qualifiés pour les Global Finals, disputées à la BlizzCon d’Anaheim les 6-7 novembre 2015.
Lors de ces finales mondiales, le Protoss coréen sOs s’impose 4-3 face au champion sortant, le Zerg Life, devenant ainsi le premier double champion du monde de StarCraft II. Le Français Lilbow, victorieux de la saison 3 des WCS, est le seul joueur non coréen présent et s’incline en huitième de finale contre Life. Cette édition 2015, marquée par son format mondial unifié et la montée en puissance des ligues coréennes parallèles, pose les bases du système de points et de régions qui sera affiné les années suivantes.

#### Édition 2016
En 2016, les StarCraft II World Championship Series (WCS) ont connu une restructuration importante, avec une séparation claire entre deux régions : le WCS Corée et le WCS Circuit (hors Corée). Chaque région obtenait huit places pour les Finales mondiales, avec des qualifications automatiques pour les champions des ligues principales (GSL, SSL, et les tournois saisonniers du Circuit). Le système coréen restait ouvert à tous mais se jouait principalement en Corée du Sud, tandis que le WCS Circuit imposait des restrictions de résidence et couvrait des régions telles que l’Europe, l’Amérique du Nord, la Chine ou encore l’Océanie. Les joueurs y accumulaient des points via des tournois régionaux, mondiaux ou soutenus par Blizzard. L’objectif : garantir une présence mondiale plus équilibrée lors des Finales.
Les Finales mondiales 2016, organisées pendant la BlizzCon à Anaheim, réunissaient les 16 meilleurs joueurs issus des deux classements. Le format incluait une phase de groupes croisés suivie d’un arbre à élimination directe à partir des quarts de finale. Le prize pool de 500 000 dollars (doublé par rapport à 2015) a récompensé le champion ByuN avec 200 000 dollars. Cette édition a confirmé l’ambition de Blizzard de rendre la scène compétitive de StarCraft II plus internationale tout en maintenant un niveau d’élite dominé par la Corée.

### Format standardisé (2017-2019)
Fin 2016, après les finales mondiales 2016, pour la première fois depuis le début des World Championship Series, Blizzard a annoncé un format standard qui resterait inchangé pour 2017 et 2018, comme toutes les années précédentes. présentait de grands changements chaque année. Il y aurait désormais trois saisons du GSL Code S coréen, auxquelles s'ajouteraient des super tournois GSL d'une semaine plus courts pour les WCS Corée et quatre événements de week-end pour le circuit WCS, avec des qualifications régionales Challenger organisées pour six régions,. Deux tournois officiels WCS Global auraient lieu, IEM Katowice et GSL vs. the World. Bien que d'autres événements puissent être inclus dans le WCS s'ils répondaient à des exigences données, il s'agissait de la programmation officielle des événements pour 2017 et 2018.
À partir de 2017 également, le financement participatif a été introduit sous la forme d'un système de trésor de guerre qui permettait aux joueurs d'acheter des objets cosmétiques dans le jeu, 25 % des revenus provenant des achats étant destinés à augmenter la cagnotte d'un événement donné jusqu'à un certain point, au-delà duquel l'argent servirait à financer le jeu compétitif en général. Le premier événement dont la cagnotte a été augmentée a été la finale mondiale des WCS 2017, qui a reçu 200 000 $, le montant visé, au cours de la première des trois étapes du financement participatif. Depuis lors, il a été utilisé pour financer 200 000 $ pour les dernières finales mondiales et 150 000 $ pour les événements IEM Katowice.

#### Édition 2019
En 2019, une étape des World Championship Series de l'année a été remplacée par deux ligues en ligne avec des finales en direct en studio, « WCS Winter America » et « WCS Winter Europe ». Deux des trois arrêts restants du circuit WCS ont été organisés par Star Ladder, réduisant considérablement la participation de Dreamhack au circuit avec un seul arrêt par rapport aux quatre des deux années précédentes. Malgré les changements dans les partenariats avec les organisateurs, le format du circuit de tournoi est resté inchangé au-delà de l'inclusion des WCS Winter.

### Fin des WCS (2020), début des EPT (géré par ESL)
Début 2020, Blizzard a annoncé la fin des World Championship Series en faveur de la création d'un nouveau circuit professionnel, l'ESL Pro Tour StarCraft II (EPT) géré par ESL et Dreamhack avec des prix financés par Blizzard. Bien que le format des événements organisés par Dreamhack reste inchangé par rapport au circuit WCS, des changements dans la structure générale du tournoi ont été annoncés, notamment le déplacement de l'événement final de chaque année de compétition de la BlizzCon à l'IEM Katowice. L'EPT a été annoncé avec un engagement de trois ans de compétition et de prix, y compris une augmentation unique des prize pools pour les événements de 2020 pour le dixième anniversaire de StarCraft II.

## Palmarès des finales mondiales
| Saison | Gagnant     | Finaliste   | Événement                          | Date              |
| ------ | ----------- | ----------- | ---------------------------------- | ----------------- |
| 2012   | (P) Parting | (P) Creator | 2012 Battle.net World Championship | 17 et 18 novembre |
| 2013   | (P) sOs     | (Z) Jaedong | 2013 WCS Global Finals             | 8 et 9 novembre   |
| 2014   | (Z) Life    | (T) MMA     | 2014 WCS Global Finals             | 7 et 8 novembre   |
| 2015   | (P) sOs     | (Z) Life    | 2015 WCS Global Finals             | 6 et 7 novembre   |
| 2016   | (T) ByuN    | (Z) Dark    | 2016 WCS Global Finals             | 4 et 5 novembre   |
| 2017   | (Z) Rogue   | (Z) soO     | 2017 WCS Global Finals             | 3 et 4 novembre   |
| 2018   | (Z) Serral  | (P) Stats   | 2018 WCS Global Finals             | 2 et 3 novembre   |
| 2019   | (Z) Dark    | (Z) Reynor  | 2019 WCS Global Finals             | 1 et 2 novembre   |